# Vallée de l'Ourika
Pour les articles homonymes, voir Ourika.
La vallée de l'Ourika – du nom de la rivière homonyme – est une vallée du Haut Atlas marocain située à 30 km au sud-est de Marrakech.
Elle est essentiellement peuplée de personnes de langue berbère et de dialecte chleuh. Malgré sa proximité avec Marrakech, elle est encore considérée comme une vallée relativement préservée, tant par sa nature que par son mode de vie montagnard traditionnel.
Ourika est également le nom d'une des tribus masmoudas, décrites dans l'ouvrage Mafakhir al-Barbar en 1312 ainsi que par Ibn Khaldoun.

## Monuments et sites touristiques

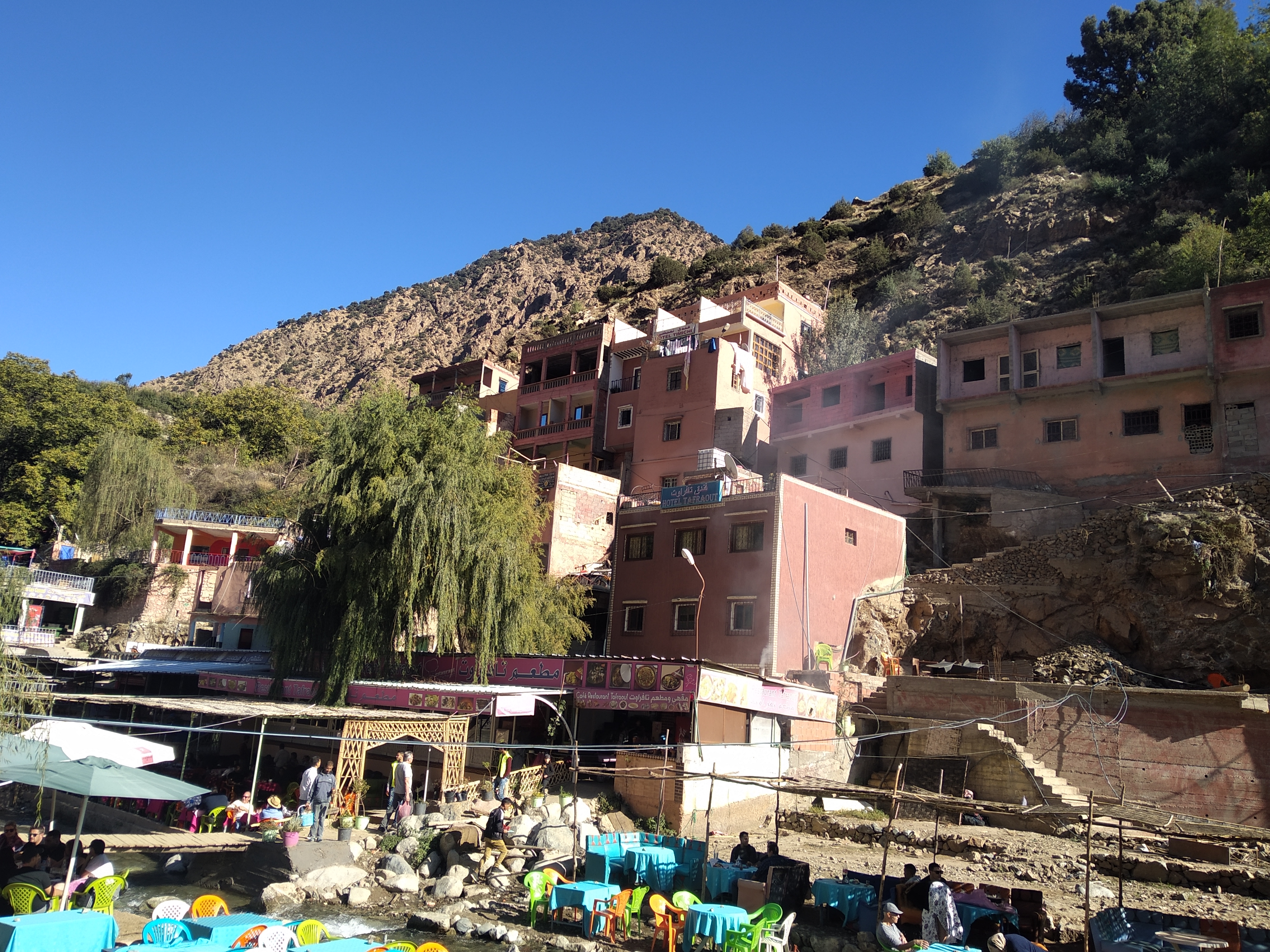
Infrastructures touristiques à Setti-Fatma.

- Setti-Fatma : dernier douar accessible par la route goudronnée, ce petit village est le point départ de nombreuses excursions dans les montagnes avoisinantes. La randonnée la plus prisée et la plus facile consiste à monter le long d'un torrent de montagne afin de découvrir 7 cascades, à différentes altitudes.
- Tnine-de-l’Ourika : petit douar dans lequel se tient tous les lundis un souk traditionnel.
- Jardin de Timalizene : jardin de montagne planté essentiellement d'essences originaires de la région.
- La Safranière de l'Ourika : ferme qui a la particularité de produire du safran. Sa visite est plus intéressante de fin octobre à mi-novembre, lors de la récolte de cette épice.
- Jardin bio-aromatique de l’Ourika : ce jardin biologique de plantes aromatiques et médicinales permet de partir à la découverte des senteurs et des vertus médicinales des plantes.
- Écomusée berbère de la vallée de l'Ourika : écomusée situé dans le village de potier de Tafza. Il met en avant la culture berbère à travers une collection de photographies, de poteries, de bijoux, de tapis et tissages.